# 국도 제36호선 (일본)

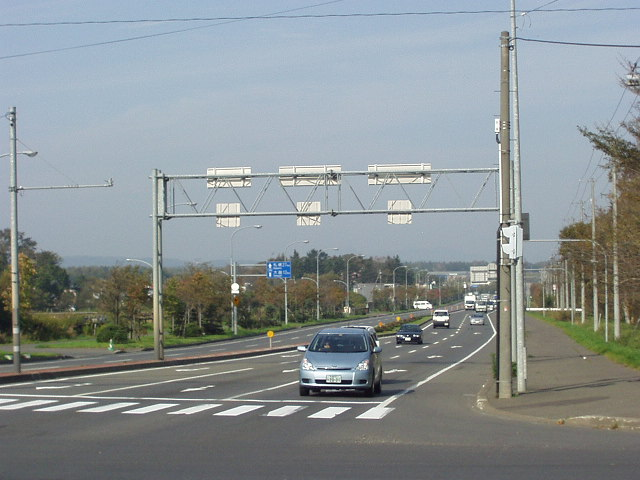
에니와 바이패스 (2004년 10월)

국도 제36호선(일본어: 国道36号)은 홋카이도 삿포로시 주오구에서 무로란시까지 이어주는 총 연장 133.8 km, 실제 연장 및 현도 133.7 km의 거리를 가진 일본의 일반 국도이다.

## 개요
대체적으로 볼 때 차선수는 보통 일부 구간을 제외하면 전 차선이 왕복 4차선 이상으로 이루어져 있다. 또한 병주하고 있는 도로는 도오 자동차도 기타히로시마 나들목 부근 지역은 가운데에 차량통행대가 시간대마다 상행선과 하행선으로 변경하는 형태를 띈 가변 차선으로 채용한다. 그러니까 스스키노 교차로(스스키노)에서 르네상스 호텔(프레미아 호텔-TSUBAKI-삿포로) 앞 교차로까지는 홋카이도에서의 대표적인 사고 다발 교차로가 성립된 것으로 드러나고 있다.

### 노선 정보
- 기점 : 홋카이도 삿포로시 주오구 기타1초니시 3초메 2-14 (기타1초니시 3초메 교차로 = 국도 제12호선과 국도 제230호선의 교차로)
- 종점 : 홋카이도 무로란시 가이간초 1초메 89
- 총 연장 : 133.8 km (홋카이도 - 119.7 km, 삿포로시 - 14.1 km)
- 중용 연장 : 0.0 km
- 실제 연장 : 133.7 km (홋카이도 - 119.7 km, 삿포로시 - 14.1 km)
  - 현도 : 133.7 km (홋카이도 - 119.7 km, 삿포로시 - 14.1 km)
  - 구도 : 없음
  - 신도 : 없음
- 지정 구간 : 전 구간

## 지리

### 통과하는 지자체
통과하는 지자체는 전선 홋카이도를 경유하며 구간은 다음과 같다.
- 이시카리 진흥국
  - 삿포로시 (주오구 - 도요히라구 - 기요타구) - 기타히로시마시 - 에니와시 - 지토세시
- 이부리 종합진흥국
  - 도마코마이시 - 시라오이군 시라오이정 - 노보리베쓰시 - 무로란시

### 접촉하는 도로

#### 일반 국도 및 고속도로
- 국도 제12호선
- 국도 제230호선
- 국도 제453호선
- 국도 제337호선
- 국도 제234호선
- 국도 제235호선
- 국도 제276호선
- 국도 제37호선
- 도오 자동차도

#### 도도 (道道)
- 홋카이도도 제89호선
- 홋카이도도 제453호선
- 홋카이도도 제82호선
- 홋카이도도 제341호선
- 홋카이도도 제1138호선
- 홋카이도도 제1147호선
- 홋카이도도 제790호선
- 홋카이도도 제1080호선
- 홋카이도도 제46호선
- 홋카이도도 제45호선
- 홋카이도도 제258호선
- 홋카이도도 제600호선
- 홋카이도도 제967호선
- 홋카이도도 제16호선
- 홋카이도도 제77호선
- 홋카이도도 제258호선
- 홋카이도도 제10호선
- 홋카이도도 제129호선
- 홋카이도도 제130호선
- 홋카이도도 제91호선
- 홋카이도도 제781호선
- 홋카이도도 제259호선
- 홋카이도도 제19호선
- 홋카이도도 제141호선
- 홋카이도도 제388호선
- 홋카이도도 제86호선
- 홋카이도도 제701호선
- 홋카이도도 제2호선
- 홋카이도도 제286호선
- 홋카이도도 제327호선
- 홋카이도도 제144호선
- 홋카이도도 제258호선
- 홋카이도도 제387호선
- 홋카이도도 제107호선
- 홋카이도도 제919호선
- 홋카이도도 제699호선